# Sjöfartens historia
Sjöfartens uppkomst är dold i dunkel, men säkert är att människan färdats längs floder och över sjöar och havsvikar i tusentals år. 

## De tidigaste farkosterna

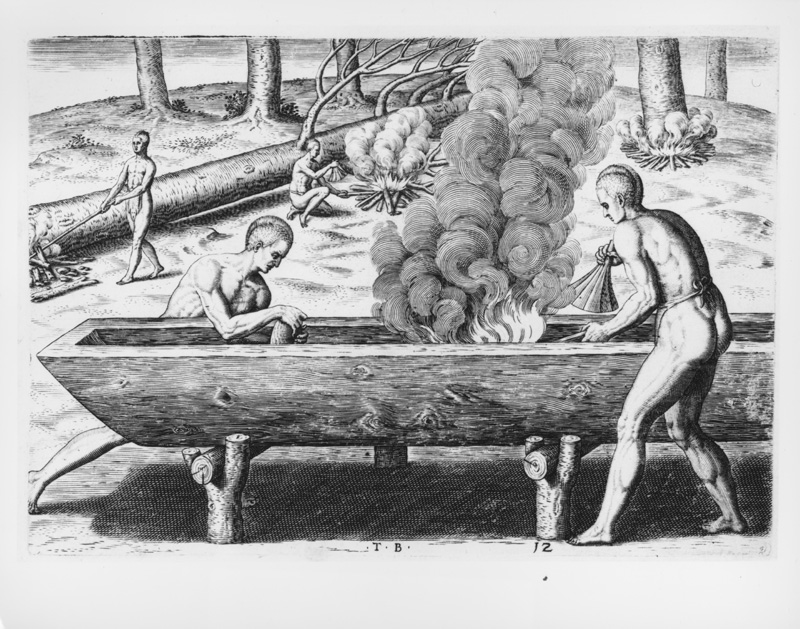
Indianer holkar ut stock med hjälp av eld.

De första farkosterna bestod antagligen av kullfallna träd, som kunde användas då man ville ta sig över åar, sjöar eller vikar. Så småningom skapade man bättre farkoster genom att kvista träden och genom att surra samman flera stammar till en flotte, senare genom att holka ur stockar till stockbåtar. Genom att sy och binda fast djurhudar eller fiskskinn i ett spantverk av trä eller ben har man åstadkommit farkoster liknande en umiak.
Också de mest primitiva farkoster kan anses ha försetts med segel, då någon tog med sig en lövruska eller bredde ut ett klädesplagg, för att bättre driva med vinden. Från att breda ut ett skinn är steget inte långt att rigga upp det på käppar och staga det, varvid vi har en riggad farkost i egentlig mening.
Enligt en teori bosattes Australien sjövägen för 45 000 år sedan, vilket betyder att man skulle haft någorlunda sjödugliga farkoster redan då. Det kan ha varit fråga om fartyg liknande dem polynesierna använde fram till modern tid.
 Under istiden var havsytan lägre än nu, men till exempel Lomboksundet, som smalast ett tiotal sjömil, skilde också då kontinenterna från varandra.

## Egypten

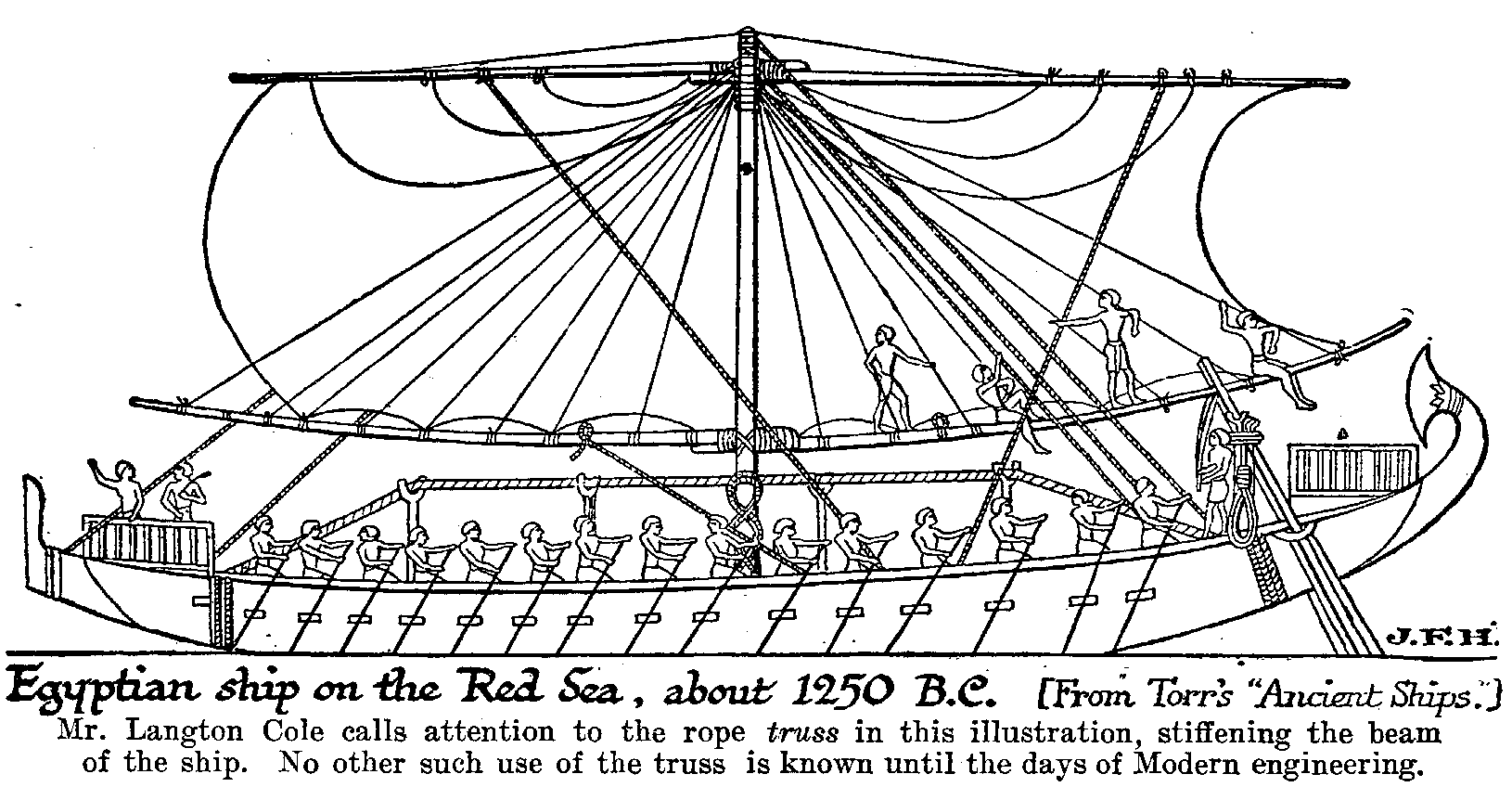
Egyptiskt havsgående fartyg från ca 1250 f.Kr.

De äldsta omisskännliga avbildningarna av segelfartyg har man funnit i Egypten, från ungefär 3200 f.Kr. Eftersom vinden här för det mesta är nordlig kan man segla upp för Nilen och driva tillbaka, med åror för att hålla styrfart. Papyrussäven ger gott material för enkla farkoster. Åtminstone från omkring 3000 f.Kr. byggde man också båtar av trä, av samma form som papyrusbåtarna. Cederträ för ändamålet importerades från Libanon.
Världens äldsta bevarade fartyg, farao Cheops' s.k. båt, byggdes av cederträ ungefär 2650 f.Kr. och var över 40 meter lång. Farkosten är sannolikt aldrig använd på världsliga vatten, men visar att skeppsbyggnadskonsten var långt utvecklad.
Farao Suhare, som regerade omkring 2500 f.Kr., sände fartyg till både Punt i Östafrika och till Syrien. Dessa fartyg kunde sannolikt endast segla i medvind. Bilder av havsgående fartyg finns också från omkring 1500 f.Kr. Masten var då placerad längre akterut och man kunde sannolikt segla med vinden in från sidan. Också på dessa bilder seglar man till Punt. Från Nya rikets tid finns sjöstrider med krigsfartg dokumenterade.

## Indien
- Också längs floden Indus i Indien verkar man att ha haft betydande sjöfart åtminstone kring 3000 f.Kr.
- Handel med Mesopotamien

## Medelhavet under antiken

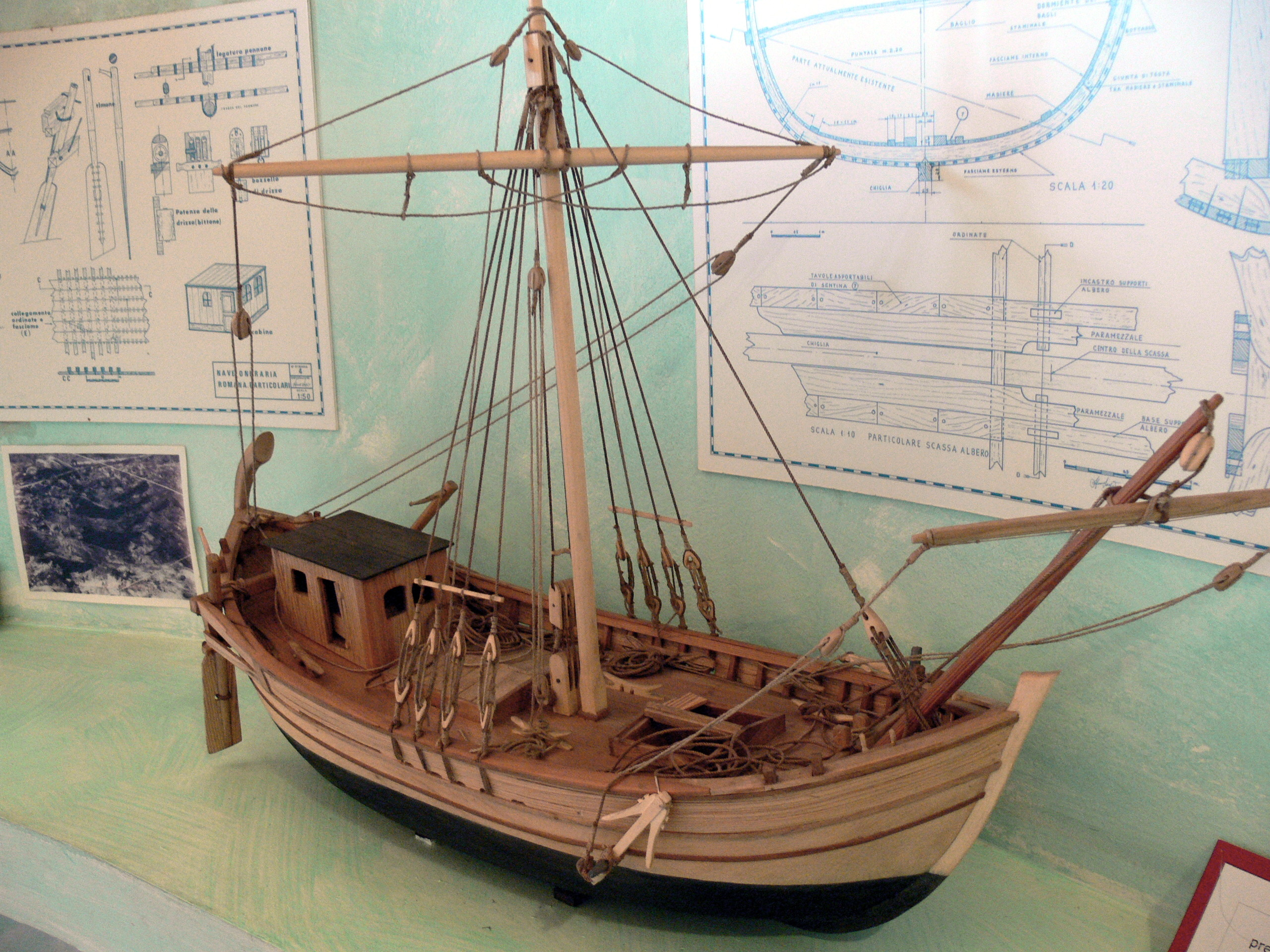
Romerskt fraktfartyg.

Kreta var sannolikt den äldsta sjömakten i Medelhavet utanför Egypten. Fartyg från ungefär 2000 f.Kr. finns avbildade. Fenikierna är kända som ett handels- och sjöfartsfolk, men mycket litet är känt om deras fartyg. På 500-talet f.Kr. var sjöfart allmän och det fanns en stor mängd olika fartygstyper. Det sägs att farao Necho II skulle ha sänt ut fem fenikiska skepp från Röda havet och att dessa skulle ha rundat Afrika och återvänt till Nilen.
Under Romarrikets tid var handeln på Medelhavet välutvecklad. Rom var beroende av spannmål från Nordafrika. Efter Romarrikets fall minskade handeln och övergick i huvudsak till kustfart.

## Nordeuropa före vikingatiden

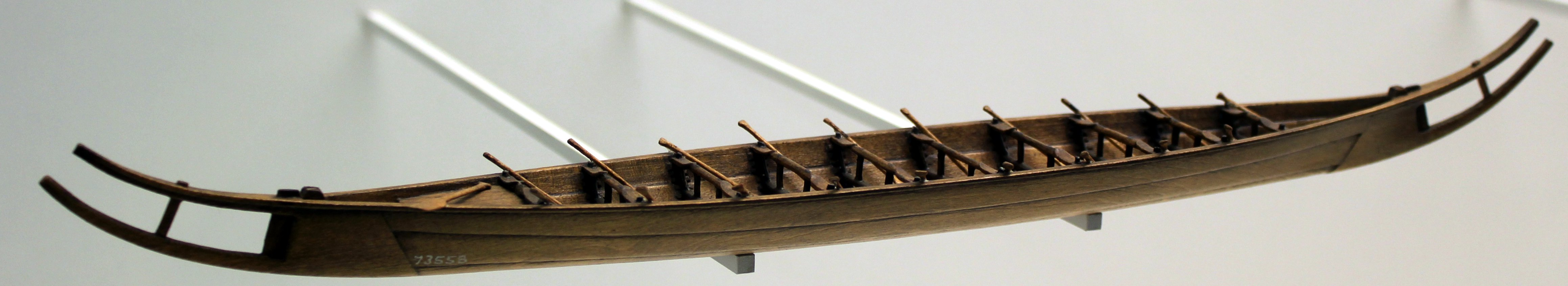
Modell av Hjortspringbåten från 300-talet f.Kr.

- Dover-båten från ungefär 1500 f.Kr. verkar byggd för havsfart. En rekonstruktion visar att 4-16 paddlare kunde styra båten i en fart på 4–5 knop i måttlig vind.[3]
- Hällristningar av läderfarkoster, fynd av träbåt med liknande skrovform [förtydliga].[4]

Fynd av stockbåtar och de många skeppen på bronsålderns hällristningar ger besked om hur olika båttyper, t.ex. Brandskogsskeppet. Hjortspringbåten, som hittades i en liten mosse på ön Als i Danmark, byggdes på 300-talet f.Kr. Hampnästoften är ett föremål från en liknande båt från samma tid i Ångermanland. Det var 200 år efter bronsålderns slut, men båtarnas kanotliknande konstruktion stämmer ändå väl överens med symmetriska typen av skeppsgestaltningar på hällristningarnas. Även efter Kristi födelse förblev den nordiska skeppsbyggarkonsten tämligen avancerad. Nydamskeppet från 300-talet e.Kr. är ett belysande exempel på vikingaskeppens föregångare. Skeppet har köl och är byggt med breda plank. Antagligen hade det ett djupgående på cirka 60–80 centimeter.

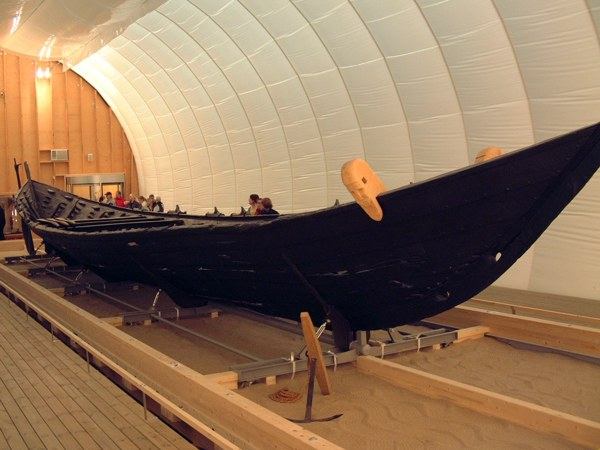
Nydamskeppet, 300-tal. Skeppet har köl.

Man har länge antagit att de första segelfartygen i Nordeuropa byggdes på 600-talet e.Kr. Äldre arkeologiska fynd har inte visat spår av rigg. Hällristningar från bronsåldern kan dock tolkas föreställa också båtar med segel. Det verkar ha funnits kontakter mellan Nordeuropa och Medelhavsområdet, vilket stöder tanken på båtar för kustnära havsfart. På de hällristningar som finns i Himmelstalund, Norrköping, Östegötland, Sverige och låg övertäckta tills den nya E4:an byggdes, finns mycket bra bilder som kan anses tydligt visa att skeppen inte var stockbåtar med utriggare utan riktiga fartyg.
Vissa av bilderna visar något som tolkats som rammar, men liksom för Hjortspringbåten kan det vara fråga om en helt annan konstruktion.

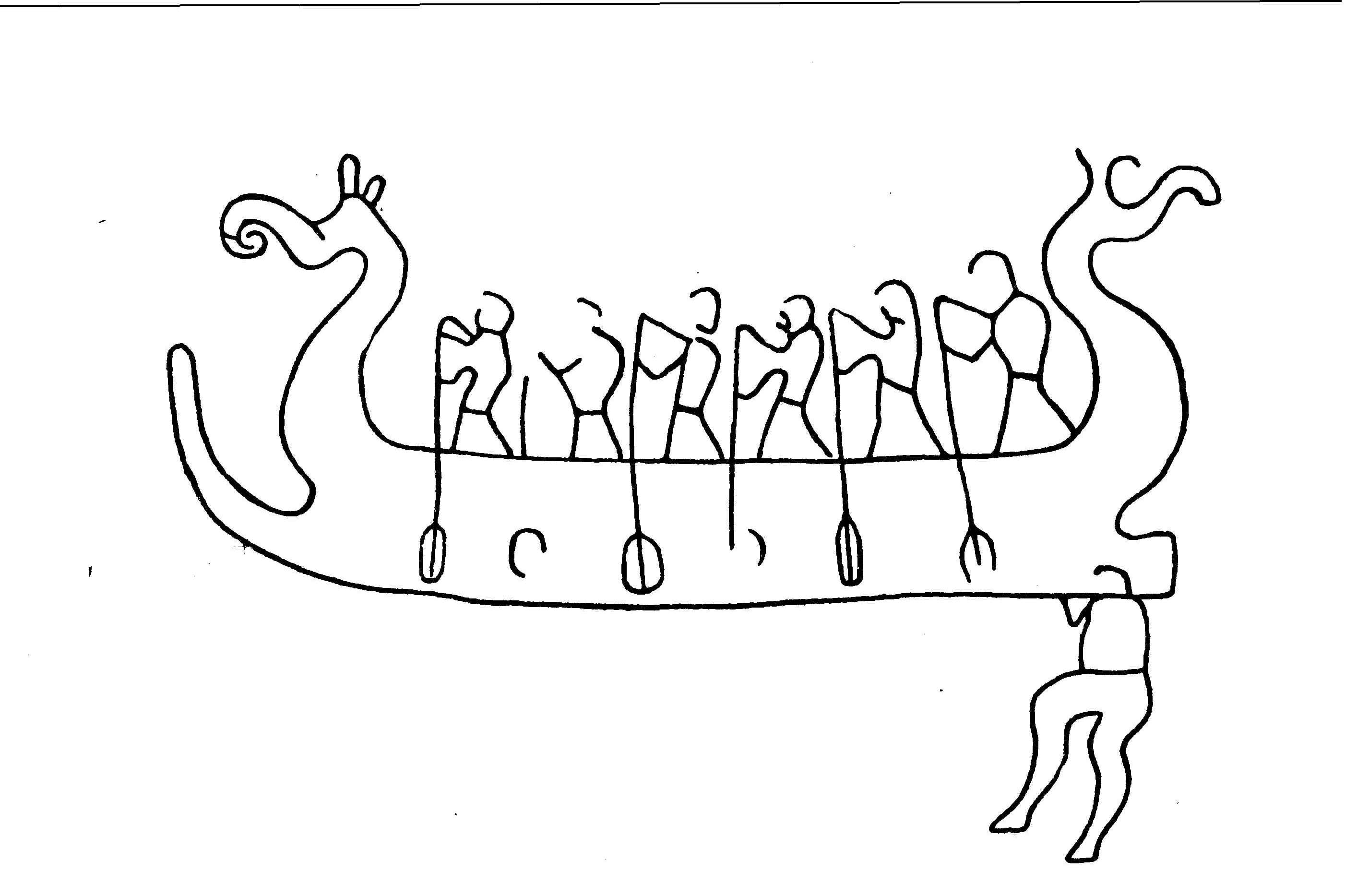
Teckning av Brandskogsskeppet - hällristning (RAÄ-nr Boglösa 109:1).
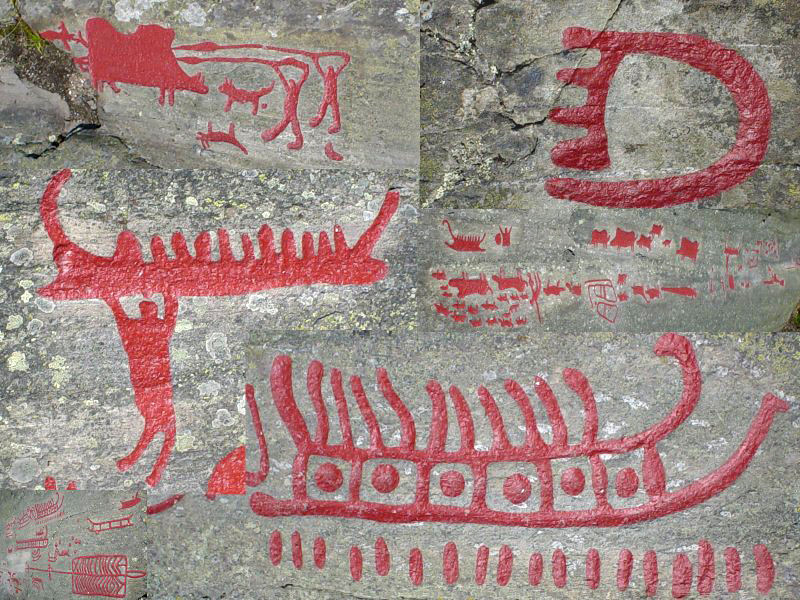
Några av de 1700 hällristningarna i Himmelstalund.
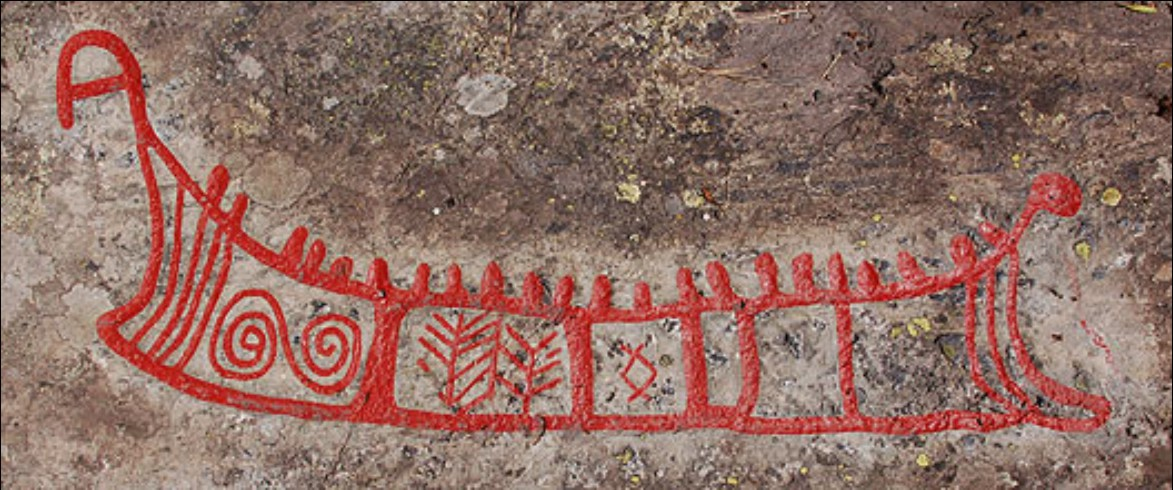
Skepp från hällristningarna i Himmelstalund.

## Vikingarna

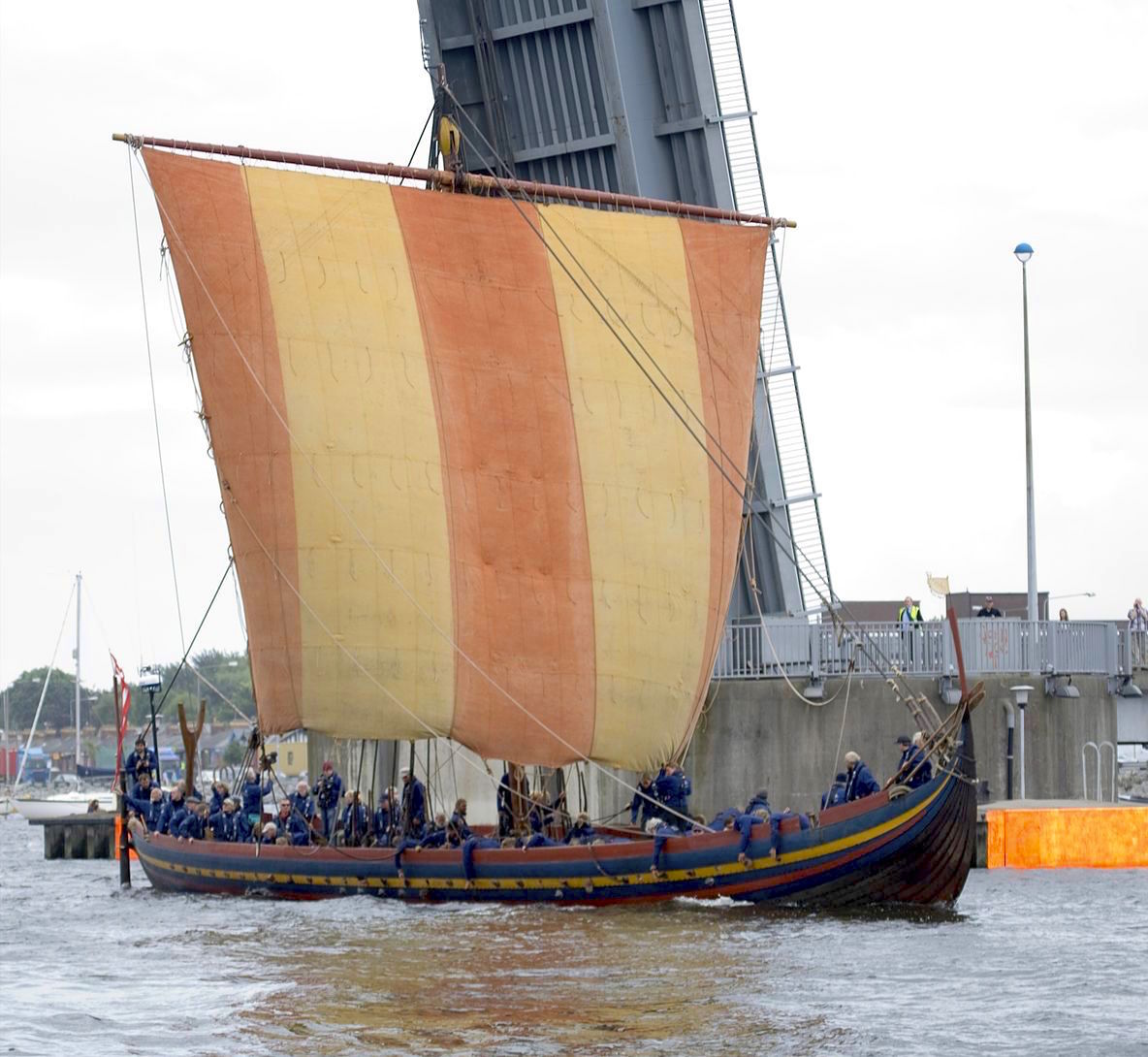
Långskeppsreplika.

Skeppsbyggnadskonst, sjömanskap och sjöfart var högt utvecklade i Norden under vikingatiden. Se vikingatidens skepp. 
Vikingarna grundade riken och kolonier eller blandade sig i maktspelet i de flesta delar av Brittiska öarna. Det torde numera vara bevisat att nordmännen reste till Amerika, grundade en koloni där och lyckades upprätthålla kontakten med moderlandet. Vikingarna utnyttjade också floderna i Östeuropa för att bedriva handel och härfart så långt som till Kaspiska havet. 

## Ostasiatisk sjöfart

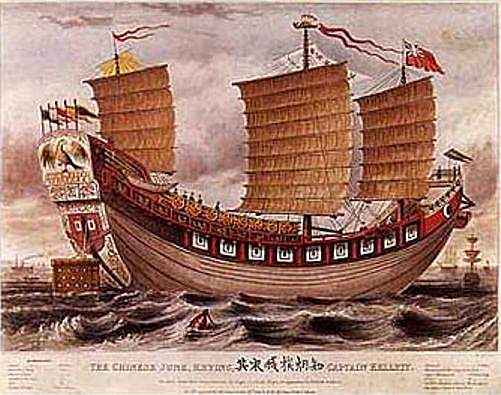
Kinesisk djonk.

- Kina åtminstone från 200-talet f.Kr.
- Japan från 600-talet
- Zheng He

## Upptäcktsresornas tid

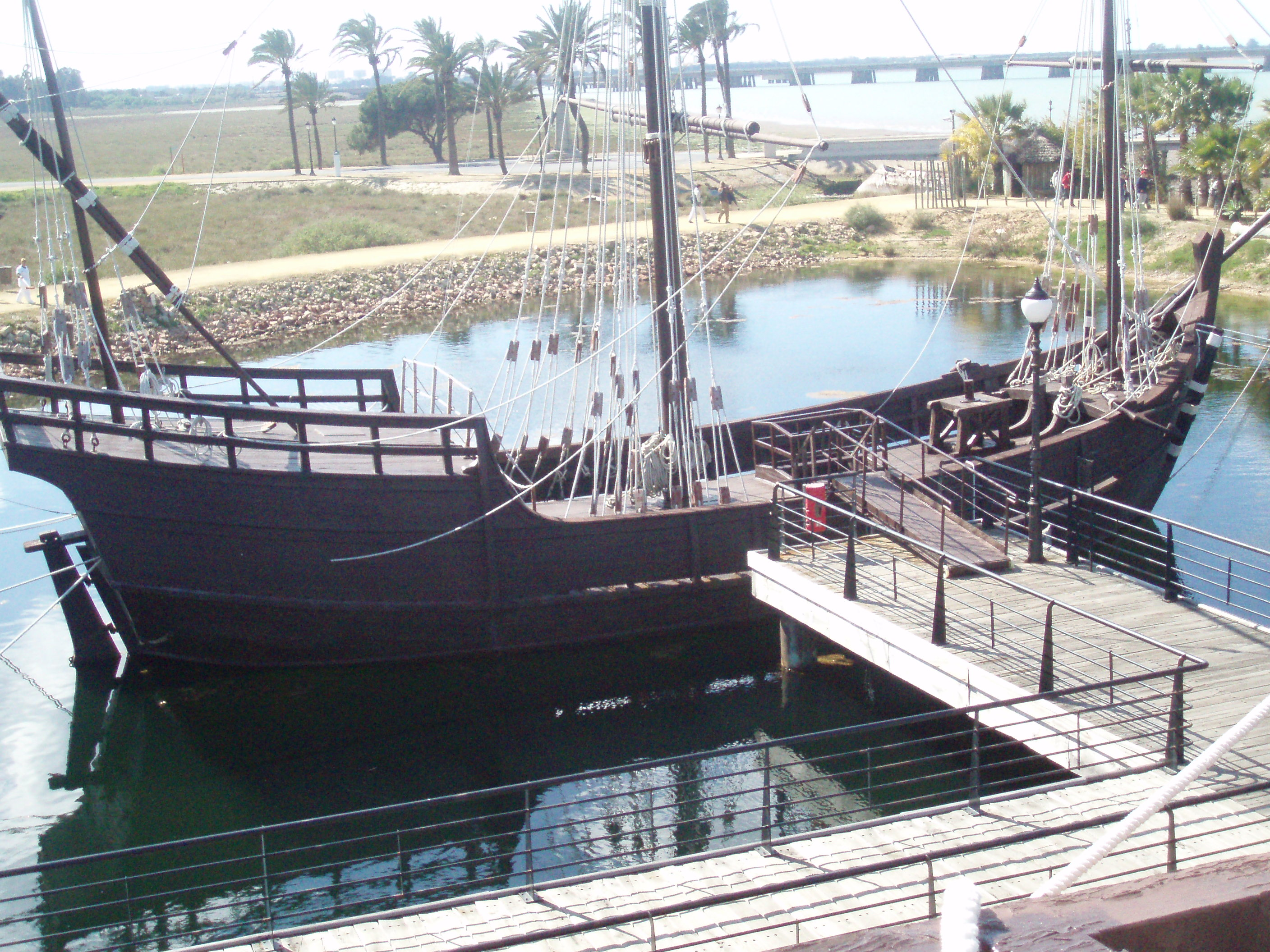
Replika av Columbus' Niña.

Under 1400-talet blev Europa ledande inom teknik och ekonomi, även sjöfart. Upptäcktsresor ledde till att några europeiska länder koloniserade resten av världen.
Kina hade under denna tid betydligt större flottor för upptäcktsresande (se Zheng He), men projekten avslutades då en ny kejsare tyckte att projekten var för dyra [bör kontrolleras).

## Fullriggarnas tid
- Ostindiska kompanier, kampen om kolonierna
- Triangelhandeln med slavar och bomull

## Ångans intåg

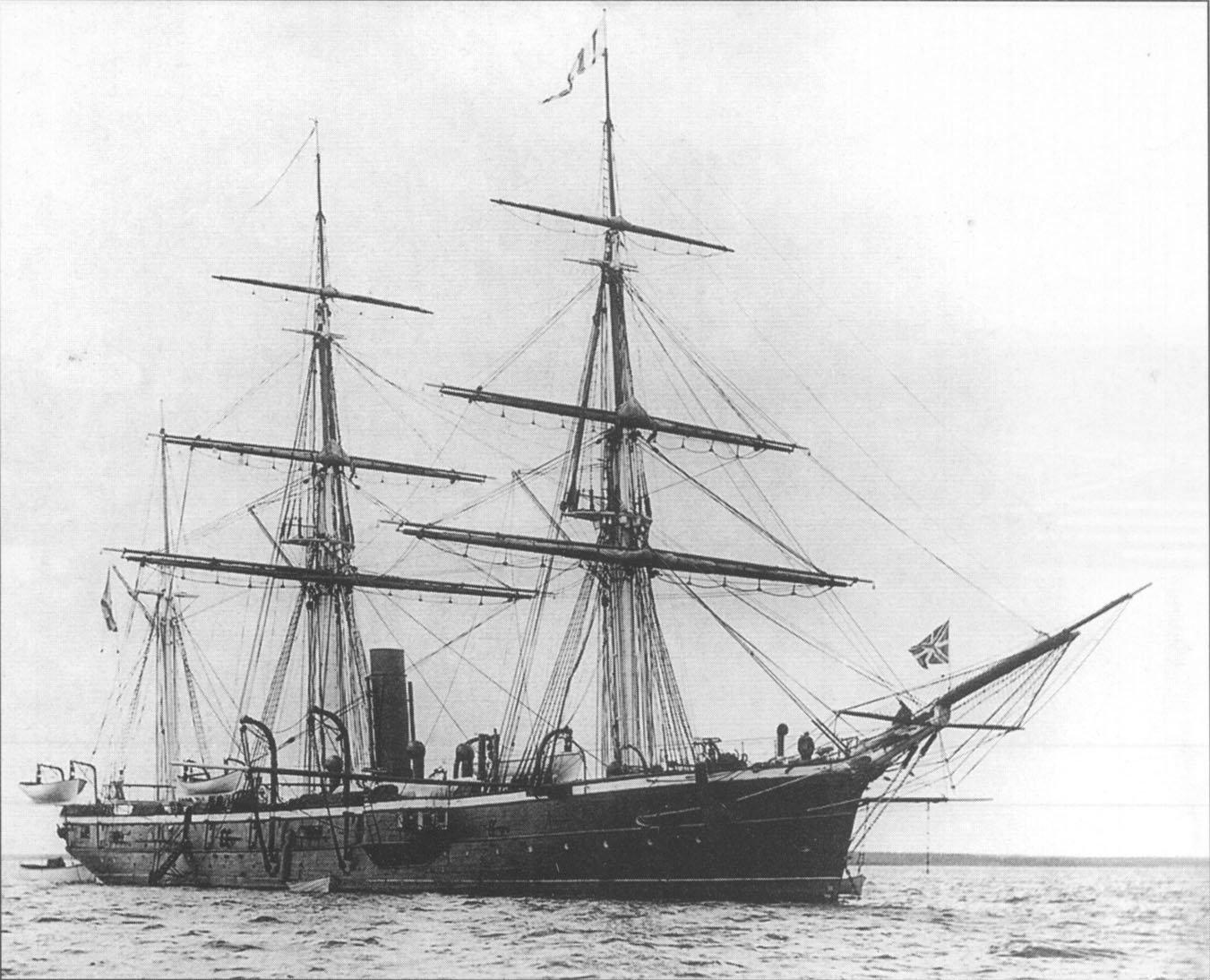
Ångfartyg med segel från 1879.

I början av 1800-talet började man konstruera ångfartyg, som inte var beroende av vind eller strömmar. Till att börja med användes de för flod- och kustfart och till exempel som bogserbåtar, men energisnålare maskiner möjliggjorde så småningom oceanfart. Mycket länge var ångfartygen beroende av segelfartyg som förde kol till bunkringshamnarna. Suezkanalen (invigd 1869) och senare Panamakanalen (invigd 1914) gav stor konkurrensfördel åt ångfartyg (större segelfartyg utan motor kunde i praktiken inte använda kanalerna). Också om segelfartygen länge var snabbare – rekorden för de snabbaste segelfartygen från denna tid ligger på 16–18 knop som dygnsgenomsnitt medan typiska farter för ångfartyg i stilla väder var kring 10 knop – kunde de inte erbjuda pålitliga tidtabeller.

## De sista segelfartygen
- Klipperskeppen

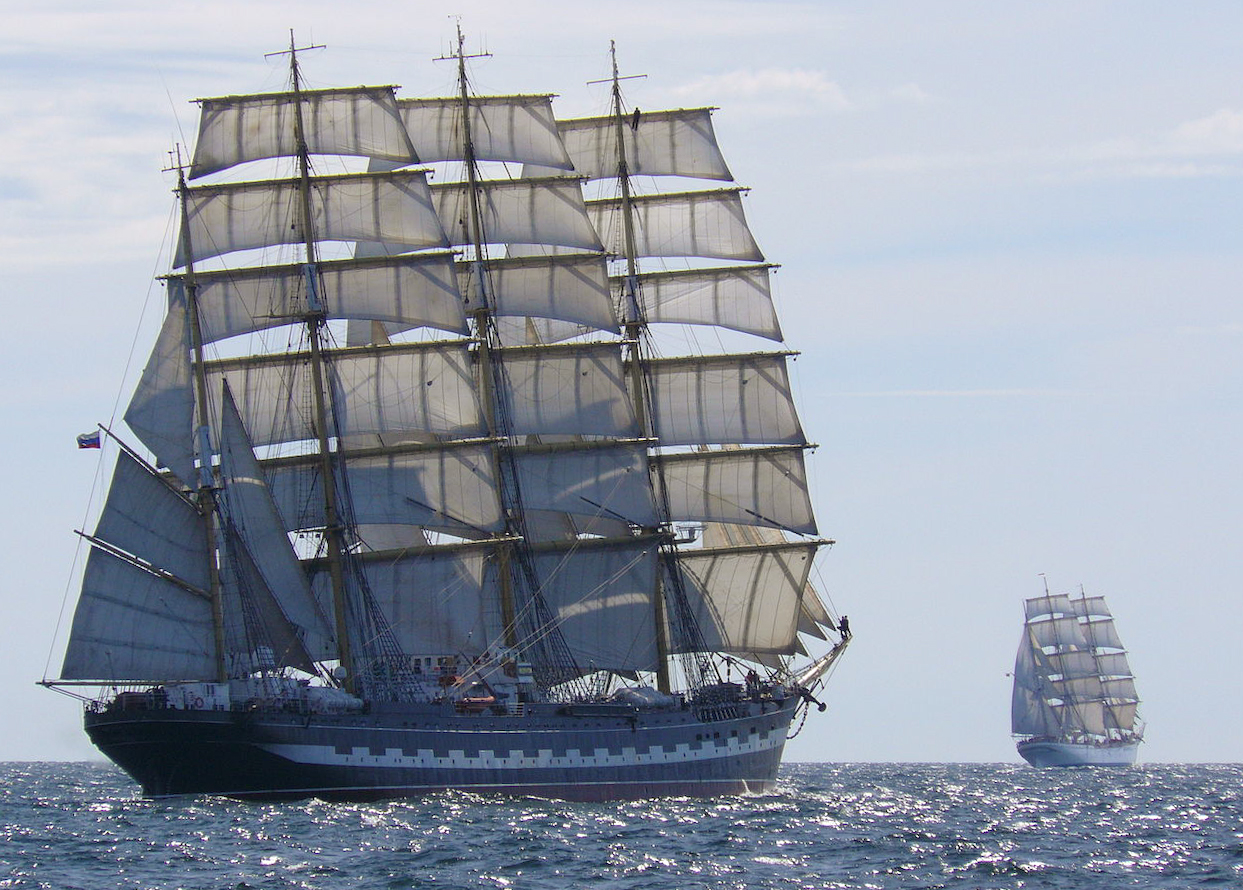
Stort barkskepp från 1920-talet.

- Stålbarkarna (se barkskepp, F. Laeisz, Gustaf Erikson)
- Bondeseglation
- Kustseglare på 1900-talet

## Se även

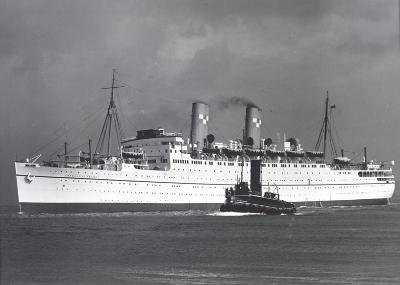
Oceanångare från 1914.